# Velburg

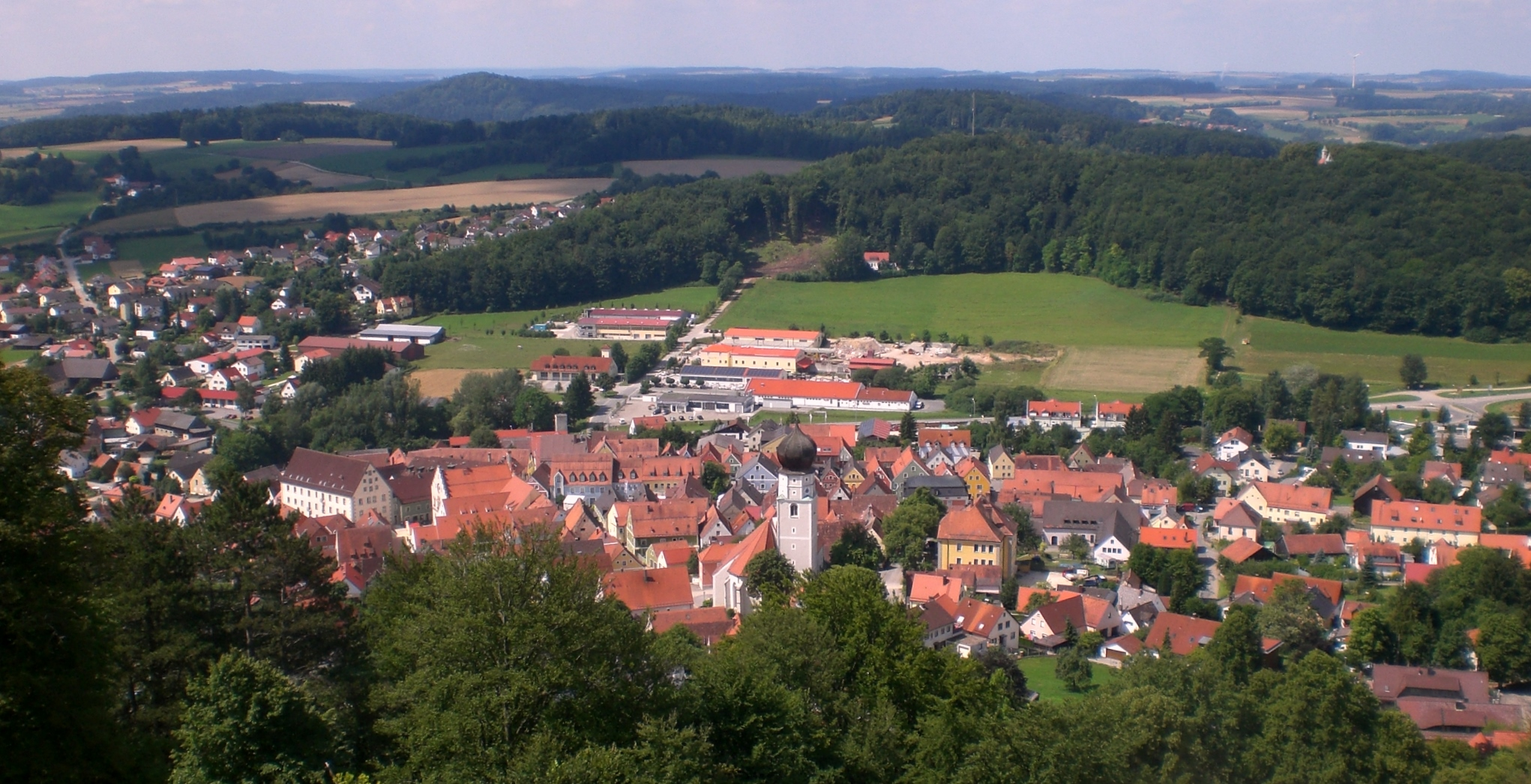
Velburg

Velburg este un oraș din districtul Neumarkt in der Oberpfalz, regiunea administrativă Palatinatul Superior, landul Bavaria, Germania.